# Paranthropus aethiopicus
 Paranthropus aethiopicus  ist eine Art der ausgestorbenen Gattung Paranthropus aus der Entwicklungslinie der Hominini, die vor rund 2,8 bis 2,3 Millionen Jahren in Ostafrika vorkam. Die  Abgrenzung der Art gegen andere Arten der Gattung Paranthropus sowie zur Gattung Australopithecus ist umstritten. Die Fossilien werden daher von einigen Forschern auch als  Australopithecus aethiopicus  bezeichnet.
Die Arten der Gattung Paranthropus werden in der Familie der Menschenaffen zur Gruppe der Australopithecina gerechnet und stellen vermutlich eine evolutionäre Seitenlinie zur Gattung Homo dar.

## Namensgebung
Die Bezeichnung der Gattung Paranthropus ist abgeleitet von altgriechisch ἄνθρωπος anthropos, deutsch ‚Mensch‘ und para ‚neben‘, ‚abweichend von‘; das Epitheton aethiopicus verweist auf Äthiopien, wo 1967 das erste heute zu dieser Art gestellte Fossil entdeckt wurde, das zugleich der erste in Äthiopien entdeckte Fund eines fossilen Vertreters der Hominini war. Paranthropus aethiopicus bedeutet demnach „Nebenmensch aus Äthiopien“, im Sinne von „im Stammbaum neben der Gattung des Menschen angeordnet“.

## Erstbeschreibung
Holotypus von Paranthropus aethiopicus ist ein leicht beschädigter Unterkiefer-Knochen mit fehlenden Zahnkronen (Sammlungsnummer: Omo 18-1967-18), der am 7. Juli 1967 von dem französischen Forscher René Houin in Schicht C der Shungura-Formation am Omo-Fluss – der in den Turkana-See mündet – entdeckte worden war. Bereits am 16. August 1967 wurde dieses Fossil in einer Sitzung der Académie des sciences von Camille Arambourg und Yves Coppens vorgestellt und der von ihnen „vorläufig“ neu eingeführten Art  Paraustralopithecus aethiopicus  („aus Äthiopien stammend und von Australopithecus abweichend“) zugeschrieben. Als „gültig“ wurde diese Bezeichnung jedoch erst in einer zweiten Publikation ausgewiesen; in dieser erneut nur zwei Druckseiten langen Erstbeschreibung wurde – wie bereits zuvor gegenüber der Académie – eingeräumt, auf den ersten Blick ähnele der Unterkiefer insbesondere Australopithecus africanus, jedoch weiche der besonders kräftige aufsteigende Unterkieferast (Ramus mandibulae) deutlich von Australopithecus und speziell auch von Paranthropus boisei ab.

## Weitere Funde
Als Beleg für eine neue Art blieb das Fragment Omo 18-1967-18 bis 1986 umstritten, vor allem aufgrund der fehlenden Zahnkronen, denn insbesondere aus dem Bau der Zähne kann bei vielen Säugetier-Fossilien die Zugehörigkeit zu einer bestimmten Art abgeleitet werden. Aufgrund seines Zustands erwies sich der Unterkiefer Omo 18-1967-18 für die Klassifikation einer bestimmten Art aber als wenig geeignet. 1986 beschrieben dann aber Alan Walker und Richard Leakey in der Fachzeitschrift Nature den 1985 westlich vom Turkana-See (Kenia) entdeckten „Black Skull“ („Schwarzer Schädel“ – siehe Abbildung rechts; Sammlungsnummer: KNM-WT 17.000), den sie jedoch der Schwesterart Australopithecus boisei zuschrieben. Diese Publikation führte umgehend zu einer Überprüfung diverser Hypothesen zu Verwandtschaftsbeziehungen zwischen den diversen Arten der Gattungen Australopithecus und Paranthropus sowie der Zuordnung einzelner Funde zu bestimmten Arten. Im Ergebnis wurden 1987 der Unterkiefer Omo 18-1967-18 aus Äthiopien, der vermutlich gleich alte „Schwarze Schädel“ und einige weitere, einzeln gefundene Zähne und Schädelfragmente sowie der Unterkiefer KNM-WT 16005 als Paranthropus aethiopicus ausgewiesen. Diese Zuordnung erfolgte allerdings nicht aufgrund eindeutiger gemeinsamer anatomischer Merkmale (der „Schwarze Schädel“ besitzt keinen Unterkiefer, zum äthiopischen Holotypus existiert kein Oberkiefer), sondern einzig aufgrund der als ähnlich angesehenen Körpergröße, des ähnlichen Alters und der nicht allzu großen geographischen Entfernung der Fundorte. „Dabei unterstellte man, dass zu jedem Zeitpunkt und in einer bestimmten Region nur eine einzige Hominidenart mit einer bestimmten Körpergröße“ existierte; da aber selbst heute noch in bestimmten Regionen westlich des Rift-Valleys drei Hominiden-Arten mit teils überschneidender Körpergröße nebeneinander leben (Gorillas, Schimpansen und Menschen), „wirkt diese Klassifikation, die sich auf solche Kriterien stützt, sehr fragwürdig.“

## Merkmale

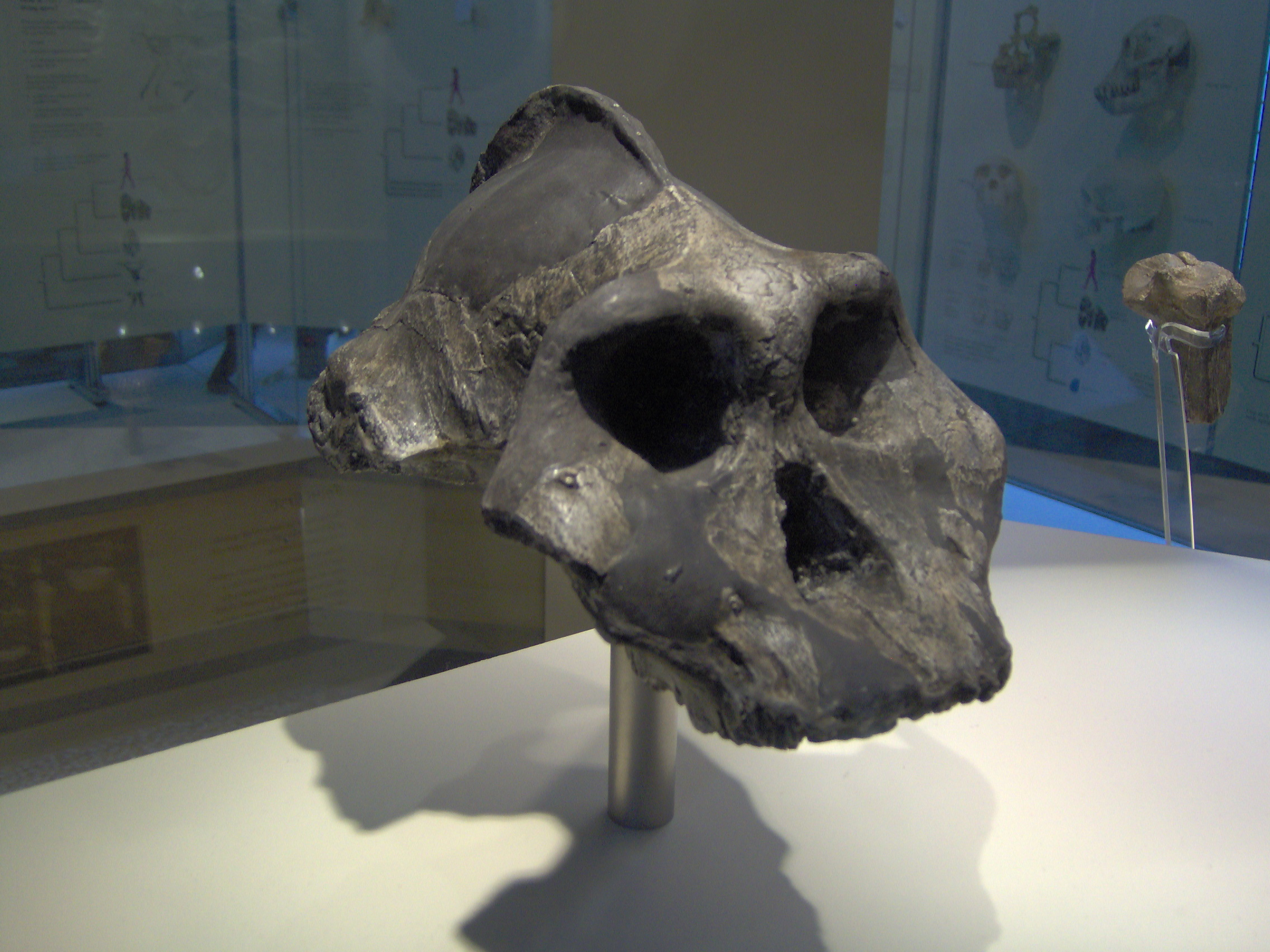
Der „Black Skull“ in seitlicher Ansicht

Die Art Paranthropus aethiopicus wurde anhand des Unterkiefer-Fragments Omo 18-1967-18 definiert, das schmale Schneidezähne aufweist und dessen linke und rechte Zahnreihe nach vorn relativ spitz zusammenläuft. Der Oberkiefer des Schwarzen Schädels besitzt hingegen lange, parallele Zahnreihen, und der Abstand zwischen linkem und rechtem Eckzahn ist relativ weit, woraus auf breite Schneidezähne geschlossen werden kann; diese Unterschiede legen die Vermutung nahe, „dass es sich bei dem Holotypexemplar und dem Schwarzen Schädel um unterschiedliche biologische Arten handelt.“ Die Form der Schneidezähne unterscheidet den „Schwarzen Schädel“ jedoch von allen anderen Paranthropus-Arten. Hingegen sind die Eckzähne seines Oberkiefers – wie bei anderen Paranthropus-Arten – relativ klein, die Backenzähne sind groß und flach abgeschliffen.
Das Gesicht von Paranthropus aethiopicus ist, soweit dies aus dem „Schwarzen Schädel“ abgeleitet werden kann, recht flach und hat durch die „ausgeprägte alveolare Prognathie“, bei der die Schneidezahnreihen mehr waagerecht als senkrecht in den Kiefer eingelassen sind, eine extrem ausgebildete Schnauze und ein konkav eingezogenes Gesicht. Zwar weisen auch andere Australopithecinen wie Australopithecus afarensis Prognathie auf, sie ist aber bei Paranthropus aethiopicus „stärker ausgeprägt“ und stellt ein sicheres Erkennungsmerkmal dar.
Ähnlich den heute lebenden Gorilla-Männern befindet sich oben, in der Mitte des Hirnschädels, ein auffällig emporragender Scheitelkamm, an dem die Kaumuskeln ansetzten. Für den Schwarzen Schädel wurde bereits in seiner ersten Beschreibung ein Gehirnvolumen von 410 cm³ errechnet, was ungefähr dem mittleren Hirnvolumen eines heutigen Schimpansen entspricht.
Zusammenhängenden Funde von Schädelknochen und von Knochen unterhalb des Schädels wurde bislang nicht entdeckt, so dass es über seinen Körperbau nur Vermutungen gibt. Diese Vermutungen stützen sich auf Skelettknochen, die aus gleich alten Fossilien führenden Schichten stammen und eine passende Größe aufweisen. Daraus wurde abgeleitet, dass die Besitzer dieser Knochen sich sowohl auf dem Boden fortbewegen als auch auf Bäumen klettern konnten, sich aber noch nicht „nach Art der Menschen gewohnheitsmäßig auf zwei Beinen fortbewegten.“ Die Körpergröße wurde auf ca. 1,30 Meter geschätzt, das Körpergewicht auf 30 bis 40 kg.

## Lebensraum
Die Fundschichten gelten auf Basis von radiometrischer Altersbestimmung und aufgrund paläomagnetischer Analysen als zuverlässig datierbar, da es unterhalb und oberhalb der Fossilien führenden Schichten – vor rund 2,5 Mio. Jahren – wiederholt zu Ascheablagerungen durch Vulkanausbrüche kam. In den gleichen Fundschichten wurden zahlreiche Begleitfunde geborgen, so unter anderem Knochen von Löwe, Streifenhyäne und Wüstenluchs, von Elefant, Giraffe und Nashorn, von Moorantilope (Menelikia), Gnu und Ziege, von Pavian (Parapapio) und Schlankaffe (Paracolobus). Ferner entdeckte man in diesen Schichten Fossilien, die zu einer anderen – nicht eindeutig bestimmten – Hominiden-Art gehören; gleich alte Arten sind Australopithecus garhi und Homo rudolfensis. Besonders häufig vertreten sind Riedbock und Wasserbock, weswegen vermutet wird, dass Paranthropus aethiopicus in Graslandschaften lebte, die zumindest zeitweise überschwemmt waren und in einer Klimazone, die der heutigen in Ostafrika ähnlich war.
Auch die großen und stark abgenutzten Backenzähne des Schwarzen Schädels und dessen Knochenkamm – an dem starke Kaumuskeln ansetzten – weisen auf einen Lebensraum hin, in dem vor allem harte Pflanzenkost als Nahrung diente. Die großen Schneidezähne haben möglicherweise dazu gedient, Rinde von Pflanzenstängeln abzuschälen. Für den Zeitpunkt des erstmaligen Auftretens von Paranthropus aethiopicus vor 2,8 Millionen Jahren wurde auch für mehrere andere Tierarten eine Veränderung ihrer Bezahnung (Verdickung des Zahnschmelzes) nachgewiesen, ferner Anhaltspunkte für häufigere Dürreperioden im Gebiet des heutigen südlichen Äthiopien.

## Klassifikation

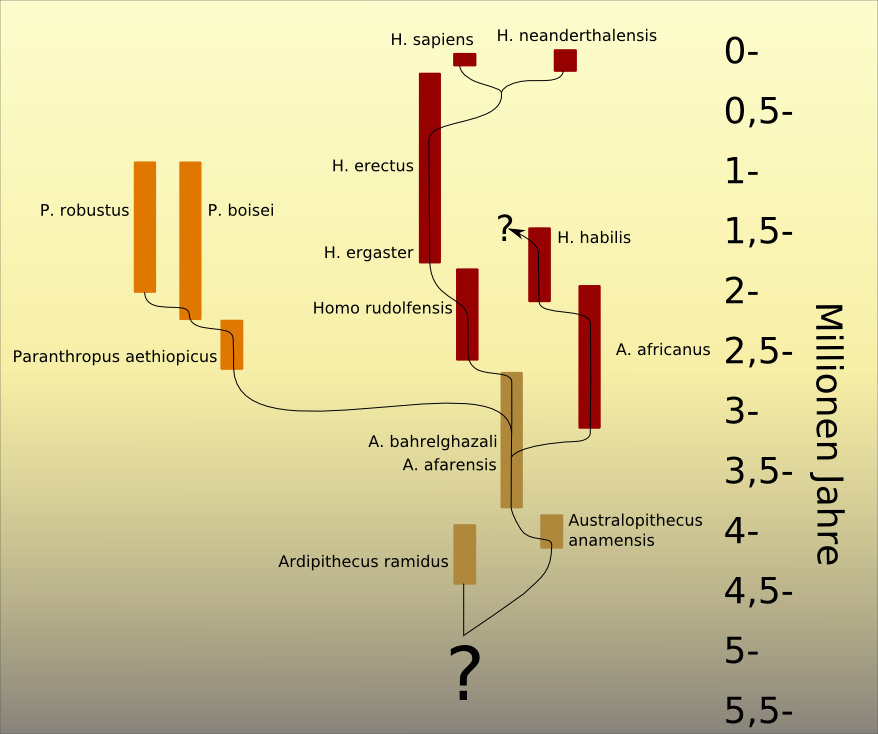
Hypothese zur Evolution der Australopithecinen, wie sie aufgrund der gegenwärtigen Fundlage beispielsweise von Friedemann Schrenk vertreten wird.

Die Einordnung von Paranthropus aethiopicus in den Stammbaum der Hominini ist ungeklärt. Einige Forscher interpretieren diese Art als Vorläuferart der etwas jüngeren Arten Paranthropus boisei und Paranthropus robustus. Andere Forscher argumentieren, dass die Gattung Paranthropus polyphyletisch sei, das heißt, dass die ihr zugeordneten Arten keinen gemeinsamen Vorfahren haben. Als gesichert gilt jedoch, dass Paranthropus als Seitenast jener Evolutionslinie anzusehen ist, die zur Gattung Homo führte.
Möglicherweise gehört auch das Fossil BOU-VP-12/130 – das Typusexemplar von Australopithecus garhi – zum gleichen Formenkreis wie die zu Paranthropus aethiopicus gestellten Fossilien; hierauf weisen gemeinsame Merkmale der entdeckten Unterkiefer hin. Sollte dies der Fall sein, müssten die als Australopithecus garhi ausgewiesenen Fossilien umbenannt und als Paranthropus aethiopicus bezeichnet werden.

## Belege
1. ↑  Alice Roberts: Evolution. The Human History. Dorling Kindersley, London 2011, S. 92, ISBN 978-1-4053-6165-1
2. ↑  Camille Arambourg und Yves Coppens: Sur la découverte, dans le Pléistocène inférieur de la vallée de l'Omo (Éthiopie), d'une mandibule d'Australopithécien. In: Comptes rendus hebdomadaires des séances de l'Académie des Sciences. Série D. Band 265, August 1967, S. 589–590 [in Druck erschienen 1968].
3. ↑  Camille Arambourg und Yves Coppens: Découverte d'un Australopithécien nouveau dans les gisements de l'Omo (Ethiopia). In: South African Journal of Science. Band 64, 1968, S. 58–59
4. ↑  Alan Walker, Richard E. Leakey, John M. Harris und Francis H. Brown: 2.5-Myr Australopithecus boisei from west of Lake Turkana, Kenya. In: Nature. Band 322, 1986, S. 517–522; doi:10.1038/322517a0
5. ↑  Eric Delson: Human phylogeny revised again. In: Nature. Band 322, 1986, S. 496–497; doi:10.1038/322496b0, Volltext (PDF) (Memento vom 20. August 2008 im Internet Archive)
6. ↑  Francis Clark Howell, Paul Haesaerts und Jean de Heinzelin: Depositional environments, archaeological occurrences and hominid from Members E and F of the Shungura Formation (Omo basin, Ethiopia). In: Journal of Human Evolution. Band 16, 1987, S. 665–700, doi:10.1016/0047-2484(87)90019-4
7. ↑  Gary J. Sawyer, Viktor Deak: Der lange Weg zum Menschen. Lebensbilder aus 7 Millionen Jahren Evolution. Spektrum Akademischer Verlag, Heidelberg 2008, S. 51.
8. ↑  Gary J. Sawyer, Viktor Deak: Der lange Weg zum Menschen, S. 51
9. ↑  William H. Kimbel und Tim White ermittelten „the prognathism in KNM-WT 17000 (Walker et al., 1986) at 45° based on the craniogram made available by Alan Walker“. F. Grine (Hrsg.): Evolutionary History of the „robust“ Australopithecines. New Brunswik, New Jersey: Transaction publishers 1998, S. 185
D. Dykhoff, J. Reese, G. Fander: Industrielle Produktionsentwicklung: Eine empirisch-deskriptive Analyse. Springer, 2. Aufl. 1994, S. 34
10. ↑  Martina Kleinau: Auf den Spuren von Lucy und Co. Der lange Weg zum Homo sapiens. Grin-Verlag 2008, S. 227
11. 1 2  Bernard Wood, Nicholas Lonergan: The hominin fossil record: taxa, grades and clades. In: Journal of Anatomy. Band 212, Nr. 4, 2008, S. 359, doi:10.1111/j.1469-7580.2008.00871.x, Volltext (PDF; 285 kB) (Memento vom 29. Oktober 2013 im Internet Archive)
12. ↑  Gary J. Sawyer, Viktor Deak: Der lange Weg zum Menschen, S. 49.
13. ↑  Thorolf Hardt, Bernd Herkner und Ulrike Menz: Safari zum Urmenschen. Schweizerbart’sche Verlagsbuchhandlung, Stuttgart 2009, S. 113, ISBN 978-3-510-61395-3.
14. ↑  Faysal Bibi et al.: Ecological change in the lower Omo Valley around 2.8 Ma. In: Biology Letters. Band 9: 20120890, 12. Dezember 2012, doi:10.1098/rsbl.2012.0890
15. ↑  David S. Strait et al.: A reappraisal of early hominid phylogeny. In: Journal of Human Evolution. Band 32, 1997, S. 17–82, doi:10.1006/jhev.1996.0097
16. ↑  Randall R. Skelton und Henry M. McHenry: Evolutionary relationships among early hominids. In: Journal of Human Evolution. Band 23, 1992, S. 309–349, doi:10.1016/0047-2484(92)90070-P.
 Daniel E. Lieberman, Bernard A. Wood und David R. Pilbeam: Homoplasy and early Homo: an analysis of the evolutionary relationships of H. habilis sensu stricto and H. rudolfensis. In: Journal of Human Evolution. Band 30, 1996, S. 97–120, doi:10.1006/jhev.1996.0008.
17. ↑  Winfried Henke, Hartmut Rothe: Stammesgeschichte des Menschen, S. 140.